# ویلیام ماتا
ویلیام ماتا (انگلیسی: Viliame Mata؛ زادهٔ ۲۲ اکتبر ۱۹۹۱) بازیکن راگبی ۷ نفره اهل فیجی است.
وی به‌همراه تیم ملی راگبی ۷ نفره فیجی به مقام قهرمانی در بازی‌های المپیک تابستانی ۲۰۱۶ رسیده‌است.